# 新都市中央通り

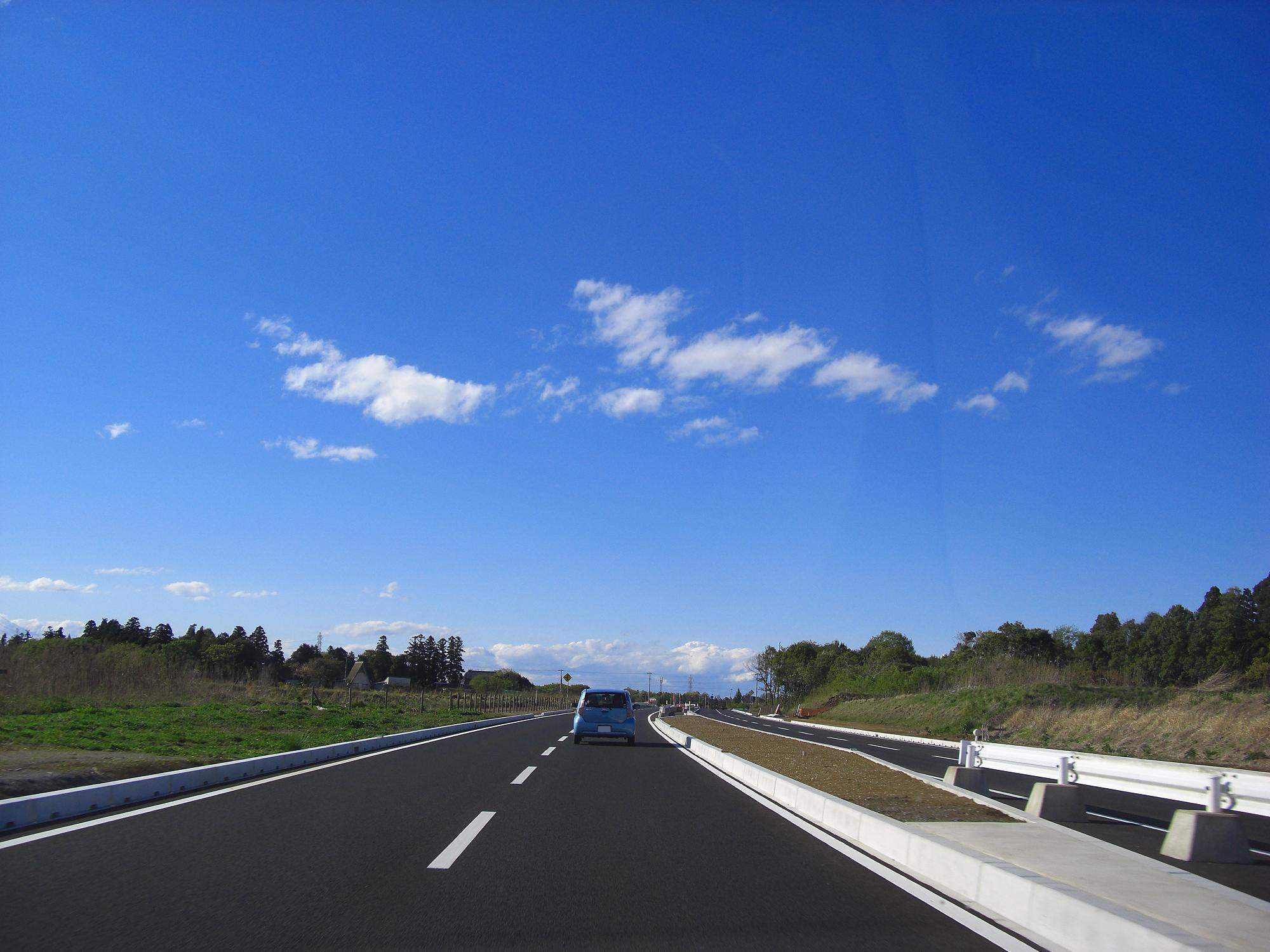
陣場

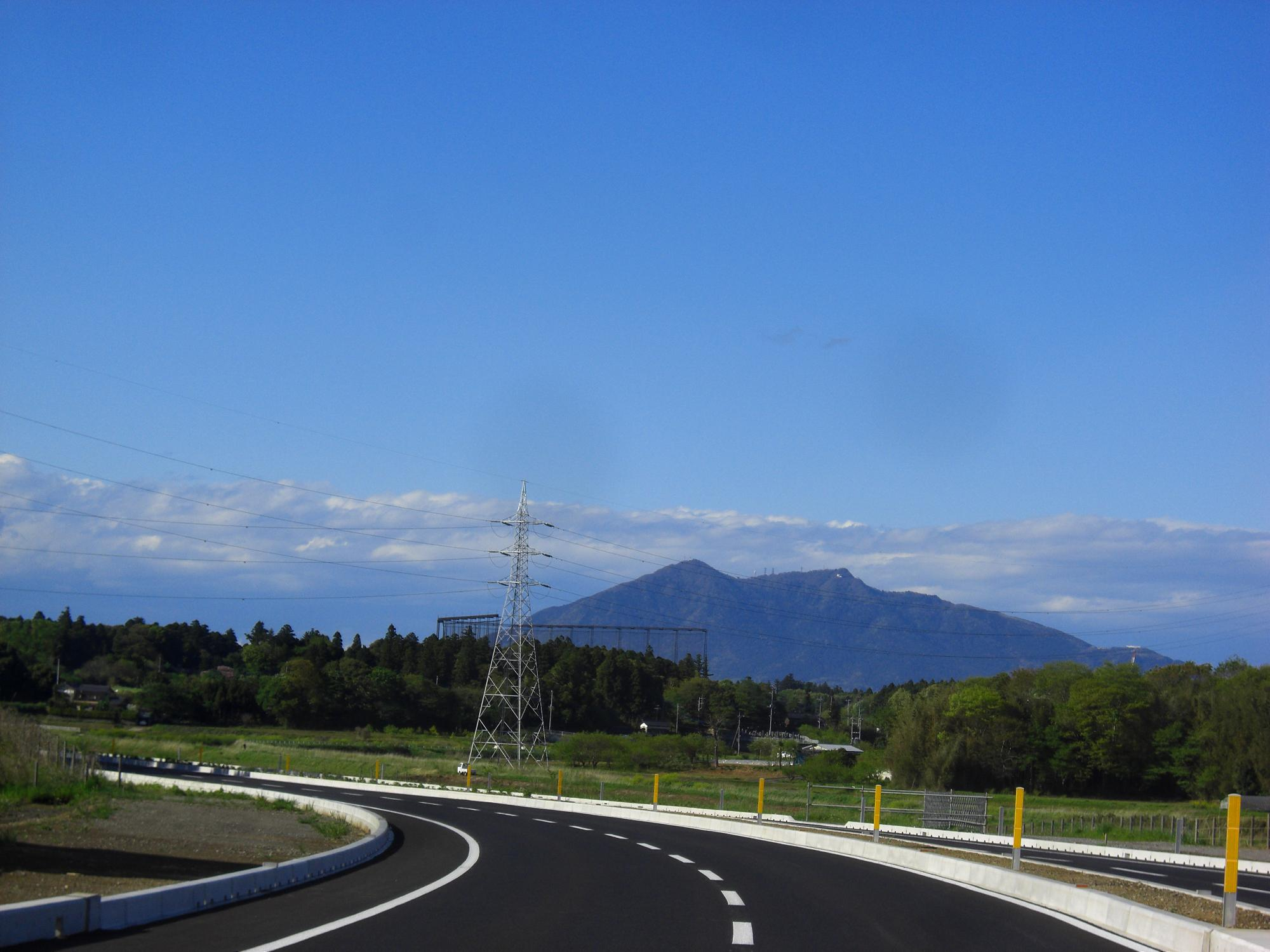
陣場

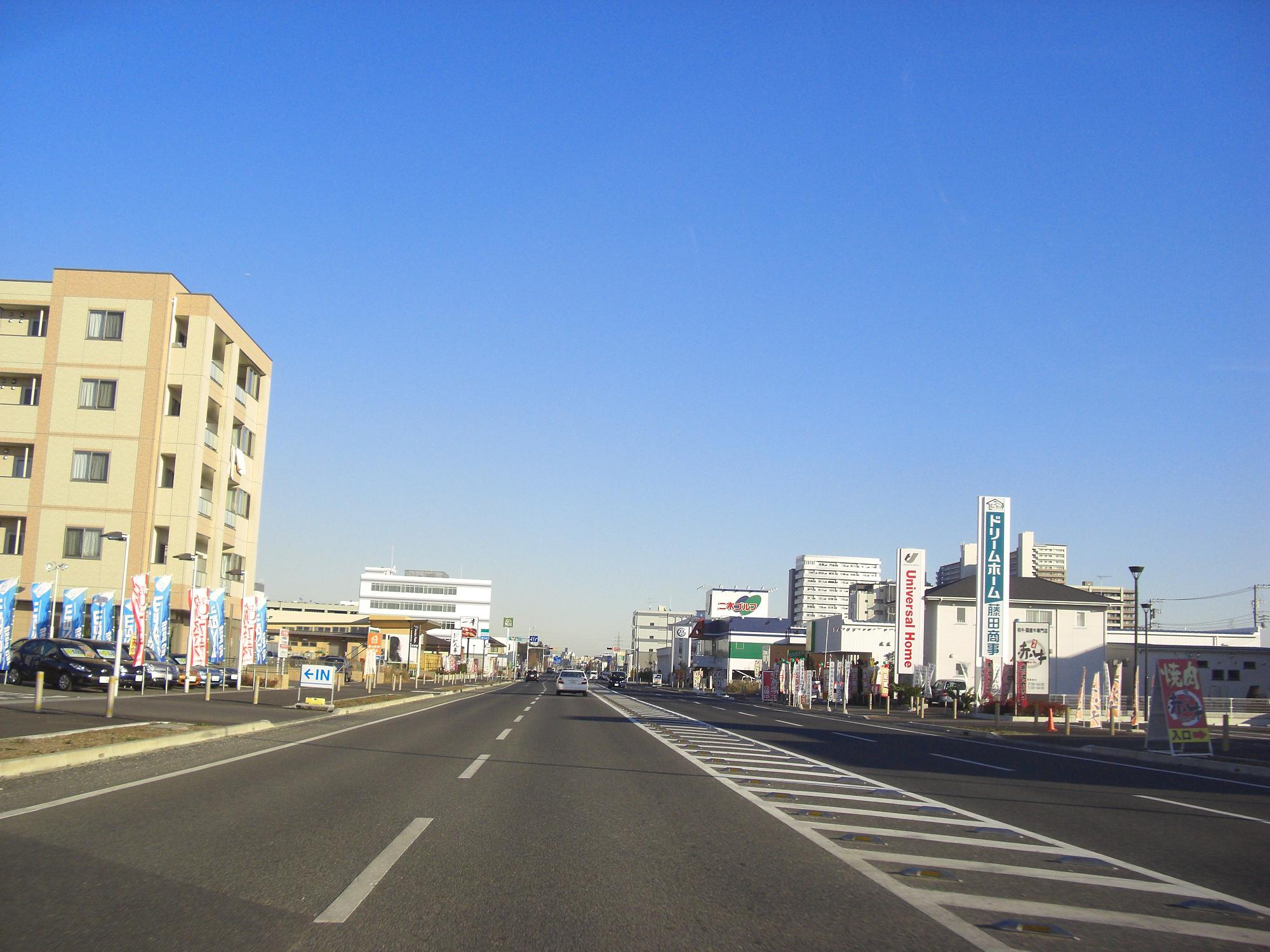
研究学園

新都市中央通り（しんとしちゅうおうどおり）は茨城県つくば市春日一丁目の春日1丁目西交差点から、つくば市境田の茨城県道19号取手つくば線結節点へと至る都市計画道路の通称。学園西交差点より東は学園北大通りと直結しており、概ね首都圏新都市鉄道つくばエクスプレスに沿っている通りである。

## 概要
都市計画道路としての正式な路線名は「研究学園都市計画道路 3・2・40号 新都市中央通り線」。つくばエクスプレス（TX）沿線のまちづくり支援、TX万博記念公園駅、研究学園駅へのアクセス及び周辺道路の渋滞緩和を図ることを目的とする都市計画により、つくば市中心部よりつくばエクスプレス沿線の各開発地区を結び常磐自動車道谷田部インターチェンジ（IC）付近に至る整備事業中の通りである。起点付近は学園北大通りの延長のようになっており、全線が4車線となる予定である。沿道は主につくばエクスプレス沿線開発によって商業地や住宅地として整備されている最中で、研究学園駅周辺ではiiasつくばに代表される商業地域や住宅街が形成されている。また、埼玉県三郷市からつくば市みどりの付近までつくばエクスプレスに沿って整備中の都市軸道路とは別の通りであるものの、みどりの駅 - つくば駅区間においては事実上、都市軸道路の延長道路の役割を果たしている。また、新都市中央通りは茨城県道19号取手つくば線に全線指定される主要地方道（県道）でもある。2023年4月現在、全線が供用されている。

### 路線データ
- 計画延長：13.6km[4]
- 幅員：30 - 40.6m（車道部13m/4車線）[1]
- 規格区分：4種1級[1]
- 設計速度：60km/h[1]

## 歴史
- 1999年（平成11年）6月10日：都市計画決定[1]
- 2004年（平成16年）
  - 3月18日：つくば市島名（1.23km）、同市島名 - 春日2丁目（3.14km）、同市西大橋（大境） - 要（3.528km）の各区間において新都市中央通りの一部を新設する道路区域を指定[5]。
  - 8月16日：つくば市島名（万博記念公園駅付近）の一部区間を電線共同溝を整備すべき道路に指定[6]。
- 2005年（平成17年）
  - 3月17日：つくば市苅間 - 下平塚 - 西平塚間を、電線共同溝を整備すべき道路に指定[7]。
  - 8月12日：つくば市島名（万博記念公園駅付近 - 島名東交差点：約1.2km）が開通[8]。
  - 8月22日：つくば市苅間（つくば市役所付近 - 春日2丁目付近：約1.8km）が開通[9]。
- 2008年（平成20年）
  - 2月28日：つくば市境田 - 同市下平塚（7.74km）の道路区域を指定[10]。
  - 3月26日：つくば市島名（島名東交差点 - 新豊年橋西交差点：約1.1km）が開通[11][12]
  - 12月4日：つくば市面野井 - 下平塚（万博記念公園駅付近）、同市面野井 - 東平塚（つくば市役所付近）の各区間が、電線共同溝を整備すべき道路に指定[13]。
- 2009年（平成21年）
  - 3月24日：つくば市谷田部（国道354号・谷田部交差点） - 同市島名（万博記念公園駅付近：約2.9km）が開通[14][15]。
  - 4月1日：つくば市西大橋 - 要、同市苅間 - 春日2丁目、同市島名の各区間を、通行する車両の最大重量限度25トンの道路に指定[16]。
- 2010年（平成22年）
  - 10月21日：つくば市古館 - 同市下萱丸（延長2.6km）を新設する道路区域を指定[17]。
  - 11月1日：つくば市面野井 - 苅間（つくば市役所前）の区間（約0.9km）が開通[18]。
  - 11月19日：つくば市根崎 - 谷田部（みどりの駅付近）までの区間（約2.3km）が開通[19]。
- 2011年（平成23年）6月6日：つくば市谷田部・つくば市島名の一部区間を、電線共同溝を整備すべき道路に指定[20]。
- 2013年（平成25年）7月22日：つくば市酒丸元西谷ヶ代 - 同市面野井（延長260m）が開通[21][3]。
- 2018年（平成30年）2月22日：つくば市谷田部字堀留地内の旧国道354号交点 - 国道354号谷田部交差点間（約0.1km）を供用[22]。
- 2019年（令和元年）8月29日：つくば市面野井の面野井台交差点 - 茨城県道123号エキスポ通りの新豊年橋西交差点間（約0.8km）を供用。
- 2023年（令和5年）4月25日：つくば市谷田部 - 下萱丸間（約0.6km）を供用し、全線開通[2]。

## 地理

### 周辺の河川
- 蓮沼川
- 東谷田川
- 西谷田川

### 交差する道路
- 国道408号（学園西大通り）、茨城県道244号妻木赤塚線（学園北大通り）（春日）
- 茨城県道19号取手つくば線（研究学園）
- 茨城県道123号土浦坂東線バイパス（エキスポ大通り）（島名）
- 茨城県道123号土浦坂東線（島名）
- 国道354号（谷田部）
- 茨城県道・千葉県道3号つくば野田線（飯田）
- 茨城県道19号取手つくば線（サイエンス大通り）（境田）